# Ipatinga (tiểu vùng)
Ipatinga là một tiểu vùng thuộc bang Minas Gerais, Brasil. Tiều vùng này có diện tích 4406 km², dân số năm 2007 là 473703 người.

## Đô thị
Các đô thị trong tiểu vùng gồm:
- Antônio Dias
- Açucena
- Belo Oriente
- Coronel Fabriciano
- Ipatinga
- Jaguaraçu
- Joanésia
- Marliéria
- Mesquita
- Naque
- Periquito
- Santana do Paraíso
- Timóteo